# Espinhos d'Alma
Espinhos d'alma é uma obra de Lobo da Costa, publicada na cidade de Rio Grande, em 1872, quando Lobo trabalhava na redação de Eco do Sul, de propriedade de seu amigo Pedro Bernardino de Moura, a cuja esposa dedica a obra. 

Em 88 páginas, Lobo conta a história de amor e de sofrimento de dois jovens estudantes, Ângelo e Alberto. O título da obra insinua as agruras que irão ferir os sentimentos das personagens. Ângelo conhece Cândida, quando seu cão Gaúcho a salva de um afogamento. A mocinha, então, como agradecimento, oferece ao rapaz sua vida e os dois iniciam um romance. Mais tarde, ela é cortejada pelo seu primo Bernardino, a quem Ângelo abominava. Acaba, então,caindo na rede de intrigas de sua prima Elvira, separa-se de Ângelo e decide casar-se com Manuel Remendo, um velho tolo e rico. Alberto, o outro protagonista, quando estava em Montevidéu, enamorou-se de uma uruguaia, chamada Ecilda, que também havia sido pretendida por um parente, filho de um capitalista. Surgiram, na época, sérios obstáculos ao romance dos jovens, provocando o regresso de Alberto ao Brasil. No final de sua história, Alberto volta para o Uruguai, reconcilia-se com Ecilda e a desposa. 
No epílogo do livro, é retomada a história de Ângelo no ponto em que ele acabara de saber que Cândida se casara com outro. Vende, então, todos os seus bens e embarca para Montevidéu, onde reencontra o amigo Alberto e sua esposa. Perguntado sobre Cândida, anuncia que ela havia morrido. 
No gênero romance, Espinhos d'alma é a obra de maior fôlego de Lobo da Costa e uma das mais bem cuidadas, uma vez que mereceu uma edição literária, ou seja, não foi fragmentada, como outras, em publicações de periódicos. 

## Fonte de referência
- SAPPER,Ângela Treptow; ZANOTELLI, Jandir. Lobo da Costa, obra completa. Pelotas : EDUCAT, 2003.